# 暗闇仕留人
『暗闇仕留人』（くらやみしとめにん）は1974年6月29日から12月28日まで、毎週土曜日 22:00 - 22:55に、ABCテレビと松竹が共同製作し、TBSテレビ系列（現在とネットワークが異なる）で放送された時代劇。全27話。主演は石坂浩二。
必殺シリーズの第4作目、中村主水が出演する作品としては第2作目である。

## 概要
本作は前作『助け人走る』に続き、必殺仕置人殺人事件の影響を受けて、「必殺」をタイトルから外している。
『必殺仕置人』の中村主水、鉄砲玉のおきん、おひろめの半次が再登場したことで作風は『必殺仕置人』に近いものとなっている。一方で、糸井貢は人を殺めることの意味について苦悩する。
当初は他の作品を制作する予定であったが、プロデューサーの山内久司が『必殺仕置人』の登場人物である中村主水を「このまま眠らせるのは惜しい」として、本作を制作した。当初予定した番組は『おしどり右京捕物車』として別枠で製作、放送された。放映開始直前までは『暗闇始末人』のタイトルであったが、時代小説『始末屋卯三郎暗闇草紙』とタイトルが酷似していたため、作者の結城昌治からタイトル変更の要望を受け、それに応じたという経緯がある。脚本の準備稿は「暗闇仕留人」ではなく「暗闇始末人」と記載され、テレビ情報誌の番組宣伝広告は『暗闇始末人』と明記していた。
時代設定は幕末の黒船来航（1853年(嘉永6年)6月3日）以降となっているが以後の主水シリーズはそれ以前の時代設定となっており、時系列の問題については特に説明はされていない。
キャスト面は中村主水役の藤田まこと、鉄砲玉のおきん役の野川由美子、おひろめの半次役の津坂匡章の他、糸井貢役に石坂浩二を起用。村雨の大吉役は当時の刑事ドラマ『太陽にほえろ!』（日本テレビ）で山村精一役を演じた露口茂に打診していたが断られ、次に同番組に石塚誠役で出演していた竜雷太に打診を行い、一度は了承されたが大吉が坊主頭であったために折り合わず、最終的に近藤洋介が選ばれた。第1作『必殺仕掛人』から連続出演している津坂匡章と野川由美子は本作を以て、シリーズを降板した。
主題歌「旅愁」は58.1万枚の大ヒットを記録、オリコンチャート最高2位にランクインした。妙心尼が劇中で発する台詞「なりませぬ」は流行語となった。
本作の第5話で、シリーズの通算100話目を達成した。

## あらすじ
黒船来航により、不安が広がる幕末の江戸。町奉行所の大々的な夜鷹狩りの最中、女髪結いのそのが夜鷹として捕らわれた。その場を目撃した大吉は同心に斬り付けられるが返り討ちにする。そこへ中村主水が現れ、2人に緊張が走る中、謎の男が主水に突然 襲い掛かる。互角の腕で斬り合う2人の隙を見て、大吉は逃げ出し、主水の同僚が来た為、謎の男は退散する。
翌日、見回り中の主水は怪しげな商売をしていた半次、おきんと再会。主水は2人に再び裏の仕事をしないかと持ちかける。半次とおきんは承諾するが人手が不足しており、主水は昨夜襲ってきた男と大吉を誘おうと考える。一方、北町奉行所に、おそのが夜鷹に間違われ捕まったと訴え出る老人が現れる。北町奉行所は相手にしなかったが主水はこっそり老人を娘に会わせる為に牢に連れて行く。しかし娘は牢におらず、主水は悪事の臭いを嗅ぎ付ける。
やがて与力の高畑と近江屋が結託して、妾奉公をさせる為におそのを攫ったことが判明する。主水は大吉と自分を襲った男　糸井貢を見つけ出し、裏の仕事を持ち掛ける。元・殺し屋の大吉は主水の誘いを受けるが貢は同心の主水を信用できず、誘いを断る。
主水たちはおそのが水口藩の屋敷に捕えられていることを割り出すが、その矢先に彼女は殺されてしまう。事態を知った、おそのの祖父　弥助は盗みを働き、五両の金を工面。孫娘の恨みを晴らして欲しいと貢に託して、奉行所に連行された。糸井貢は預かった金を主水に託すが仲間になることは断る。
夜、悪人たちが集まった料亭で、主水は高畑を、大吉は近江屋を仕留める。貢は実際に殺しを見て、主水を信用し、水口藩家老の湯川を仕留める。
翌日、せんの夫の十三回忌が開かれる。出家した次女のたえ（妙心尼）は情夫の大吉を連れて、三女のあやは夫の貢を連れて、やって来た。そこで主水、大吉、貢の三人は互いに義兄弟だったことを知るのだった。こうして結成された仕留人グループは弱者の晴らせぬ恨みを晴らしていく。

## 登場人物

### 仕留人
糸井貢
演 - 石坂浩二
芝居小屋 市村座の三味線弾き。糸井（中村）あやの夫で中村主水、大吉とは義兄弟である。本名は吉岡以蔵（第2話）。
元は高野長英を師に持つ蘭学者であったが蛮社の獄によって出奔して、お上に狙われる身となった。病弱なあやの薬代を得るために仕留人となる。
気さくで優しい性格で、あやと穏やかに暮らしたいと願う。情に流されがちであり、裏稼業の意義に揺れ悩むが、あやは仕上屋との抗争に巻き込まれる形で死亡。その後はプロの殺し屋としての自覚を持つようになる。
三味線の他に絵が得意で、後半は絵を売ったり、描き方を教える絵師として生計を立てている描写が見られる。得物は三味線の撥であったが仕込み矢立に変更した。
最終回で裏稼業に懐疑的となり、悪人が発した言葉に躊躇した結果、致命傷を受けて息絶えた。
亡骸は主水たちの手により、異国に向けて海に流された。
大吉
演 - 近藤洋介
墓石彫りの石屋。「村雨の大吉」「胡桃割りの大吉」などの二つ名を持つ。妙心尼（中村たえ）の情夫で主水、貢とは義兄弟である。設定年齢は34歳（第15話）。
酒と女と博打が好きな坊主頭の男で情にもろい。主水からその腕前を認められて、仕留人となる。
不遇な過去を持ち、自分を拾って育ててくれた和尚をある経緯から殺めた罪で島流しとなる。島から戻ってきた後はある殺し屋の元締の下で裏稼業に足を踏み入れ、名を上げるが私欲で人を殺す生活に嫌気が差して、足を洗っていた。
殺し屋としてのプライドはあるが、それに意味を見出そうとする貢のことは理解できない為、お互いの意見の相違で対立することがあった。最終回の糸井貢の問い掛けに主水は答えられなかったのに対して、大吉は「食っていくため」と言い放っていた。
最終回では貢の死を受け、妙心尼を残して江戸を旅立つ。
おきん
演 - 野川由美子
仕留人の密偵。かつては主水と共に仕置人グループを組んでおり、威勢のいい姉御肌の掏摸で「鉄砲玉のおきん」の二つ名を持っていた。半次とともに情報収集と仕留のサポートを行う。
『必殺仕置人』最終回で江戸を離れた後、半次と行動をともにして長崎に旅立っていた。掏摸は廃業して、長崎で仕入れた怪しく珍しい物を江戸で売り、日銭を稼いでいる。
半次が姿を消した後も彼女は登場して、プロの殺し屋として変化して行く糸井貢を心配していた。
最終回で貢を看取った後、江戸を一人で旅立つ。
半次
演 - 津坂匡章（現・秋野太作）
仕留人の密偵。陽気で、お調子者の性格。おきんと同様にかつては仕置人グループの一人で、瓦版屋を生業としたため「おひろめの半次」の二つ名を持っていた。おきんとともに情報収集と仕留のサポートを行う。
『必殺仕置人』最終回でおきんと共にして長崎に旅立っていた。おきんを女房の様に考えていたが、おきんは別の男を愛して足抜けを図るなど複雑な関係にある。
瓦版屋は廃業して、劇中では怪しく珍しい物を江戸で売るために単身で長崎へ戻っていた。
第15話を最後に姿を消すが、これは第14話と第15話が諸事情で入れ替わったためである。第14話は故郷の府中に戻り、彼の出自が明かされる話である。
中村主水
演 - 藤田まこと
北町奉行所の定町廻り同心。普段は昼行灯を装っているが、実際は頭の切れる策士で剣の腕が立つ。りつの婿養子で中村家の当主。
『必殺仕置人』では仕置人グループの参謀役を担ったが本作は仕留人グループのリーダーとなる。同時に殺しを行う頻度は増えたが情報収集や殺しの現場から奉行所の同心を遠ざけるなど、貢たちの援護に廻ることがあった。

### 中村家
中村せん
演 - 菅井きん
主水の姑。先祖が立派だったことを話し、婿養子の主水をいびる。第1話で、主水に先祖が足軽だったと告げる。
「種無しかぼちゃ」の罵倒が第20話で初めて使われた。
中村りつ
演 - 白木万理
中村家の長女で、主水の妻。せんとともに婿養子の主水をいびる。
妙心尼（中村たえ）
演 - 三島ゆり子
中村家の次女で、大吉の情婦。
武家を檀家に持つ高名な尼僧であるが色欲を抑えることができず、「なりませぬ、なりませぬ」と言いながら、情夫の大吉に性交を求める。「なりませぬ」は流行語となり、後に『新・必殺仕置人』第14話にゲスト出演している。出家する前は千石の旗本の養女になっていた。
演じた三島はその後『必殺仕業人』第24話にゲスト出演。『必殺仕事人』のおしま役でレギュラー出演している。第36話で尼僧に扮した際に「なりませぬ」と男を何度も誘い、無視されてしまうという本作をオマージュした描写が見られる。
糸井あや
演 - 木村夏江
中村家の三女で、貢の妻。
貢に尽くす良妻で、彼が追われる身になると江戸を離れ、身を隠す。その後は労咳を患うが、貢と一緒にいられることに幸せを感じていた。
第17話で、仕留人と仕上屋の抗争に巻き込まれる形で命を落とす。これ以降、貢は生きる意味を失い、苦悩して行くこととなる。

### その他
おみつ
演 - 佐野厚子（現・佐野アツ子）
おきんや半次と組む女。
仕留人の一員ではないが情報収集などに関わっている。大吉の家で留守番をしていたことがきっかけで、貢の勤める市村座で働く様になる（第4話 等）。
第15話で、大吉と悪人の戦いの最中に手裏剣を胸に受けて、その傷が原因で命を落とす。
同心 田口
演 - 古川ロック
北町奉行所の定町廻り同心で、主水の同僚。
手柄をよく立てていて、せんとりつの会話で話題に上がることが多い（第7話 等）。中村家の隣の組屋敷に住んでいる。
おまさ
演 - 鳴尾よね子
料亭の女将で、貢に絵の仕事を依頼する。
料亭は裏で出会い茶屋を営んでおり、絵を描いている貢に客の身の上話を吹き込む（第19話 等）。
ナレーション
オープニング、最終話ラスト - 芥川隆行
作 - 池田雅延
次回予告 - 野島一郎 要出典

### ゲスト
第1話 「集まりて候」
- 弥助 - 佐山俊二
- 近江屋 - 浜田寅彦
- 与力 高畑 - 今井健二
- おその - 今出川西紀
- 侍 吉井 - 田渕岩夫
- 家老 湯川 - 西山嘉孝
- 幸兵衛 - 神戸瓢介
- 同心 飯島 - 水上保広
- お咲 - 松谷玲子

第2話 「試して候」
- 須貝内記 - 中山仁
- 与之吉 - 山本紀彦
- 兵四郎 - 松山照夫
- 岩井十蔵 - 上田忠好
- おつゆ - 西恵子
- 弥三郎 - 池田忠夫
- 客 - 松尾勝人

第3話 「売られて候」
- 角屋隆右衛門 - 山形勲
- お島 - 真山知子
- 用心棒 間宮 - 原口剛
- 同心 高島 - 轟謙二
- 分造 - 山中貞則
- 彦七 - 塩島昭彦
- お春 - 山口朱美
- おりん - 志乃原良子
- お照 - 松谷玲子

第4話 「仕留て候」
- 庄内三郎兵衛 - 加東大介
- 稲部山城守 - 本郷功次郎
- 諸岡勘蔵 - 小林勝彦
- 庄内誠一郎 - 池田秀一
- 銀屋孫衛門 - 北村英三
- 桜井 - 島米八
- 紀州屋 - 市川男女之助

第5話 「追われて候」
- 白川検校 - 山本麟一
- おこま - 福田公子
- おしげ - 志摩みずえ
- 伊兵衛 - 小鹿番
- 武松 - 守田学哉
- 供の者 - 浜伸二
- 手下 - 下元年哉

第6話 「狙われて候」
- 奉行 黒尾 - 宮部昭夫
- 不動丸 - 小島三児
- おはな - 三戸部スエ
- おちか - 上月左知子
- 佐兵衛 - 藤尾純
- 同心 池田 - 川浪公次郎
- 同心 - 成瀬正孝

第7話 「喰うて候」
- 米谷 - 早川保
- 信助 - 石山律雄
- おなつ - 八木孝子
- 与市 - 金井進二
- ふさ - 小柳圭子

第8話 「儲けて候」
- 堺屋利兵衛 - 津川雅彦
- 又蔵 - 長谷川明男
- お涼 - 赤座美代子
- 定八 - 工藤堅太郎
- 仁助 - 牧冬吉
- 用心棒 角田 - 五味龍太郎
- 用心棒 丸目 - 須永克彦
- 田所 - 田畑猛雄
- 関 - 阿木五郎
- 片岡 - 唐沢民賢
- 長次郎 - 出水憲司

第9話 「懸想して候」
- 文七 - 伊藤孝雄
- 辰五郎 - 遠藤太津朗
- おしの - 川崎あかね
- 釘六 - 森章二
- 浪人 - 浜伸二（2回目）

第10話 「地獄にて候」
- 玄沢 - 大木実
- おその - 片桐夕子
- 夢幻 - 梵天太郎
- 久兵衛 - 梅津栄
- 己之吉 - 伊達三郎
- おひさ - 吉岡ひとみ
- 春香尼 - 一の瀬玲奈
- 手下 - 東悦次

第11話 「惚れて候」
- 乾寛兵衛 - 金田龍之介
- 弥太 - 新克利
- 伝造 - 浜田寅彦（2回目）
- おまき - 池波志乃
- 岩佐軍三 - 原田清人
- 銀八 - 島米八
- 与力 - 有川正治

第12話 「大物にて候」
- 小兵衛 - 永井智雄
- 長一郎 - 太田博之
- 関根啓之進 - 亀石征一郎
- おなつ - 伊佐山ひろ子
- 今岡弥九郎 - 山本清
- たえ - 真鍋明子
- 八兵衛 - 北原将光
- 辰吉 - 大橋壮多

第13話 「自滅して候」
- 中根ちづ - 南田洋子
- 佐島昌軒 - 山本学
- 弥八 - 江幡高志
- 大川原甚内 - 浅香春彦
- 金右衛門 - 日野道夫
- 利平 - 日高久

第14話 「切なくて候」
- たよ - 吉田日出子
- 田村伝蔵 - 岩崎忠信
- 稲葉平十郎 - 浅若芳太郎
- 捨吉 - 井上博一
- 伊太郎 - 水上保広
- よう - ひろみどり
- 侍 - 芝本正
- まん - 金子勝美

第15話 「過去ありて候」
- 惣兵衛 - 天津敏
- 亥之吉 - 石橋蓮司
- お浜 - 川口敦子
- 清三 - 神戸瓢介
- 同心 - 松尾勝人（2回目）

第16話 「間違えて候」
- 安積屋茂三 - 南原宏治
- たね - 谷口香
- 捨松 - 石山政五郎
- 源七 - 唐沢民賢（2回目）
- 麻布拳 - 出水憲司
- 長作 - 北見唯一
- 同心 - 浜伸二（3回目）
- 美濃屋和助 - 藤尾純
- 駕篭屋 - 松尾勝人（3回目）

第17話 「仕上げて候」
- 吉岡宗達 - 内田朝雄
- 清二郎 - 山下洵一郎
- おすえ - 山岸映子
- おさよ - 服部妙子
- 勘助 - 浜田晃
- 喜久助　- 山村弘三
- 久蔵 - 田中弘
- 同心 高島 - 榊大介
- 芸者 - 宇田あつみ
- 矢場の女 - 八代郷子
- 矢場の女 - 木下サヨ子
- 山城守 - 山口幸生
- 配下 - 伝法三千夫
- 曙山 - 真木祥次郎
- 長庵 - 藤川淳
- 同心 - 吉田聖一

第18話 「世のためにて候」
- 和泉屋僭兵衛 - 成瀬昌彦
- 弥七 - 上野山功一
- 政吉 - 平井昌一
- おゆき - 近江佳世
- 与之吉 - 伊吹新吾
- 小西屋徳三 - 中村錦司
- 道玄 - 有川正治（2回目）
- 牢役人 - 和田文雄

第19話 「乗せられて候」
- 新島欣吾 - 蜷川幸雄
- 新島八重 - 三浦真弓
- 三州屋隆右衛門 - 多々良純
- 六蔵 - 市原清彦
- 高梨 - 五味龍太郎（2回目）
- 大門弥三郎 - 田畑猛雄（2回目）
- 芸者 - 山口朱美

第20話 「一途にて候」
- 笠井新兵衛 - 小林昭二
- 加納一平 - 石田信之
- 佐山弥十郎 - 坂口徹
- 勘八 - 近藤宏
- 平田玄一郎 - 袋正
- 桃江 - 奈加川由美
- 水上平馬 - 小美野欣二

第21話 「仏に替りて候」
- 歌川秋水 - 藤岡重慶
- 雅泉堂 - 今井健二（2回目）
- 井戸対馬守 - 外山高士
- 留吉 - 綿引洪
- 釘六 - 志賀勝
- おらん - 磯村みどり
- 望月 - 玉生司朗

第22話 「怖れて候」
- 熊蔵 - 山谷初男
- ちよ - 松木路子
- 儀助 - 柳生博
- 虎次 - 西田良
- 与力 - 北原将光
- よね - 松村康世
- 金八 - 出水憲司（2回目）
- 丑松 - 大橋壮多（2回目）
- 喜三郎 - 北沢彪

第23話 「晴らして候」
- 直次郎 - 石山律雄（2回目）
- 湊屋郷右衛門 - 西山嘉孝（2回目）
- おその - 大谷直子
- 間宮伝九郎 - 沢本忠雄
- 佐吉 - 小坂一也
- 伊三次 - 山口幸生（2回目）
- 与力 原 - 市川男女之助

第24話 「嘘つきにて候」
- 備前屋大八 - 飯沼慧
- 佐助 - 金子吉延
- よね - 野口ふみえ
- 虎松 - 潮建志

第25話 「晒されて候」
- お陽 - 中村玉緒
- 義平次 - 川合伸旺
- お道 - 桜井浩子
- 番頭 荘助 - 小笠原良知
- 野次馬 - 松尾勝人（4回目）

第26話 「拐かされて候」
- おさき - 瞳順子
- 名島 - 天津敏（2回目）
- 筧弾正 - 上田忠好
- 松五郎 - 堺左千夫
- 屑伝 - 矢野宣

第27話 「別れにて候」
- 松平玄蕃頭 - 戸浦六宏
- 松平玄蕃の娘 - 西崎みどり
- 根岸屋治兵衛 - 福田豊土
- 鶴吉 - 浜村純
- おはつ - 関根世津子

## 殺し技
糸井貢
刃を仕込んだ 二枚重ねの三味線の撥で、悪人の喉を斬る。
第8話では、ブーメラン撥として使用した。第13、16話は木撥を使用。第7、12話は撥に仕込んだ針で悪人の額を刺した。
針が飛び出す仕込み矢立で悪人の首筋や額を突き刺す。
第17話はあやの形見の簪、第18話は得物の研究用に購入した簪を使用した。
村雨の大吉
素手で、悪人の胸部を圧迫。心臓を握り、鼓動を停止させる。その際はレントゲンと心電図で鼓動が止まる演出となる。
殺しの前に三個の胡桃を素手で弄んで、音を鳴らして握り潰す演出があった。
心臓マッサージによる蘇生術を心得ており、第16話、最終回で使用した。
中村主水
大刀と脇差で悪人を斬る、刺す。第10話は十手を使用して、悪人を川に突き落とした。

## スタッフ
- プロデューサー - 山内久司、仲川利久（朝日放送）、櫻井洋三（松竹）
- 脚本 - 國弘威雄、村尾昭、安倍徹郎、猪又憲吾、下飯坂菊馬、石川孝人、播磨幸治、野上龍雄、松原佳成、久札秀夫、松田司[26]
- 音楽 - 平尾昌晃
- 監督 - 工藤栄一、蔵原惟繕、松本明、田中徳三、松野宏軌、高橋繁男、渡邊祐介、三隅研次、倉田準二
- 制作協力 - 京都映画撮影所（現・松竹撮影所）
- 制作 - 朝日放送、松竹

## 主題歌
- 西崎みどり「旅愁」（ミノルフォンレコード（現・徳間ジャパンコミュニケーションズ））

本編によっては、挿入歌として流れる時もある。
- - 作詞：片桐和子、作曲：平尾昌晃、編曲：竜崎孝路
  - 最終話以外では、1番を使用。

## 放送日程
- サブタイトルのフォーマットは「候」。

| 話数   | 放送日         | サブタイトル   | 脚本              | 監督     |
| ------ | -------------- | -------------- | ----------------- | -------- |
| 第1話  | 1974年06月29日 | 集まりて候     | 國弘威雄          | 工藤栄一 |
| 第2話  | 1974年07月06日 | 試して候       | 村尾昭            | 工藤栄一 |
| 第3話  | 1974年07月13日 | 売られて候     | 安倍徹郎          | 蔵原惟繕 |
| 第4話  | 1974年07月20日 | 仕留て候       | 村尾昭            | 松本明   |
| 第5話  | 1974年07月27日 | 追われて候     | 猪又憲吾          | 田中徳三 |
| 第6話  | 1974年08月03日 | 狙われて候     | 下飯坂菊馬        | 田中徳三 |
| 第7話  | 1974年08月10日 | 喰うて候       | 國弘威雄          | 松野宏軌 |
| 第8話  | 1974年08月17日 | 儲けて候       | 安倍徹郎          | 松本明   |
| 第9話  | 1974年08月24日 | 懸想して候     | 下飯坂菊馬        | 松野宏軌 |
| 第10話 | 1974年08月31日 | 地獄にて候     | 石川孝人          | 松野宏軌 |
| 第11話 | 1974年09月07日 | 惚れて候       | 播磨幸治          | 高橋繁男 |
| 第12話 | 1974年09月14日 | 大物にて候     | 猪又憲吾          | 松野宏軌 |
| 第13話 | 1974年09月21日 | 自滅して候     | 野上龍雄          | 松本明   |
| 第14話 | 1974年09月28日 | 切なくて候     | 安倍徹郎          | 渡邊祐介 |
| 第15話 | 1974年10月05日 | 過去ありて候   | 國弘威雄          | 田中徳三 |
| 第16話 | 1974年10月12日 | 間違えて候     | 松原佳成          | 松野宏軌 |
| 第17話 | 1974年10月19日 | 仕上げて候     | 村尾昭            | 三隅研次 |
| 第18話 | 1974年10月26日 | 世のためにて候 | 播磨幸治          | 倉田準二 |
| 第19話 | 1974年11月02日 | 乗せられて候   | 久札秀夫 安倍徹郎 | 松本明   |
| 第20話 | 1974年11月09日 | 一途にて候     | 村尾昭            | 田中徳三 |
| 第21話 | 1974年11月16日 | 仏に替りて候   | 下飯坂菊馬        | 三隅研次 |
| 第22話 | 1974年11月23日 | 怖れて候       | 松原佳成          | 松野宏軌 |
| 第23話 | 1974年11月30日 | 晴らして候     | 猪又憲吾          | 松本明   |
| 第24話 | 1974年12月07日 | 嘘つきにて候   | 松原佳成          | 倉田準二 |
| 第25話 | 1974年12月14日 | 晒されて候     | 松田司            | 松野宏軌 |
| 第26話 | 1974年12月21日 | 拐かされて候   | 下飯坂菊馬        | 工藤栄一 |
| 第27話 | 1974年12月28日 | 別れにて候     | 國弘威雄          | 松本明   |

## ネット局
系列は放送当時のもの。
| 放送対象地域   | 放送局       | 系列                                 | 備考                                             |
| -------------- | ------------ | ------------------------------------ | ------------------------------------------------ |
| 近畿広域圏     | 朝日放送     | TBS系列                              | 制作局 現・朝日放送テレビ                        |
| 関東広域圏     | 東京放送     | TBS系列                              | 現・TBSテレビ                                    |
| 北海道         | 北海道放送   | TBS系列                              |                                                  |
| 青森県         | 青森テレビ   | NETテレビ系列 TBS系列                | [ 27 ]                                           |
| 岩手県         | 岩手放送     | TBS系列                              | 現・IBC岩手放送                                  |
| 宮城県         | 東北放送     | TBS系列                              |                                                  |
| 秋田県         | 秋田放送     | 日本テレビ系列                       |                                                  |
| 山形県         | 山形放送     | 日本テレビ系列                       |                                                  |
| 福島県         | 福島テレビ   | TBS系列 フジテレビ系列               |                                                  |
| 新潟県         | 新潟放送     | TBS系列                              |                                                  |
| 長野県         | 信越放送     | TBS系列                              |                                                  |
| 山梨県         | テレビ山梨   | TBS系列                              |                                                  |
| 富山県         | 富山テレビ   | フジテレビ系列                       |                                                  |
| 石川県         | 北陸放送     | TBS系列                              |                                                  |
| 福井県         | 福井テレビ   | フジテレビ系列                       |                                                  |
| 静岡県         | 静岡放送     | TBS系列                              |                                                  |
| 中京広域圏     | 中部日本放送 | TBS系列                              | 現・CBCテレビ                                    |
| 鳥取県・島根県 | 山陰放送     | TBS系列                              |                                                  |
| 岡山県         | 山陽放送     | TBS系列                              | 現・RSK山陽放送 当時の放送免許エリアは岡山県のみ |
| 広島県         | 中国放送     | TBS系列                              |                                                  |
| 山口県         | テレビ山口   | TBS系列 フジテレビ系列 NETテレビ系列 |                                                  |
| 徳島県         | 四国放送     | 日本テレビ系列                       |                                                  |
| 愛媛県         | 南海放送     | 日本テレビ系列                       |                                                  |
| 高知県         | テレビ高知   | TBS系列                              |                                                  |
| 福岡県         | RKB毎日放送  | TBS系列                              |                                                  |
| 長崎県         | 長崎放送     | TBS系列                              |                                                  |
| 熊本県         | 熊本放送     | TBS系列                              |                                                  |
| 大分県         | 大分放送     | TBS系列                              |                                                  |
| 宮崎県         | 宮崎放送     | TBS系列                              |                                                  |
| 鹿児島県       | 南日本放送   | TBS系列                              |                                                  |
| 沖縄県         | 琉球放送     | TBS系列                              |                                                  |

## 前後番組
| 朝日放送制作・TBS系 土曜22時枠                | 朝日放送制作・TBS系 土曜22時枠                | 朝日放送制作・TBS系 土曜22時枠                      |
| 前番組                                        | 番組名                                        | 次番組                                              |
| --------------------------------------------- | --------------------------------------------- | --------------------------------------------------- |
| 助け人走る （1973年10月20日 - 1974年6月22日） | 暗闇仕留人 （1974年6月29日 - 1974年12月28日） | 必殺必中仕事屋稼業 （1975年1月4日 - 1975年6月27日） |